# Torrent del Mas Bosc (Bertí)
El torrent del Mas Bosc és un torrent termenal al llarg de tot el seu recorregut entre els termes municipals de Sant Martí de Centelles i Sant Quirze Safaja, a la comarca d'Osona el primer, i a la del Moianès el segon.
És al nord del sector oriental del terme de Sant Quirze Safaja, i a migdia del de Sant Martí de Centelles. Es forma en el vessant nord del Serrat de les Escorces, des d'on davalla cap a ponent. Passa a migdia del paratge dels Horts, els Camps de Bellavista Nova i la masia del mateix nom, des d'on fent ziga-zagues, va a buscar el sud del Mas Bosc, on rep des del sud les aigües de la Font del Mas Bosc, fins que va a formar el torrent de les Roquetes en el moment que s'ajunta amb el Sot de la Vall.